# San Javier, Durango
San Javier är en ort i Mexiko.   Den ligger i kommunen Santiago Papasquiaro och delstaten Durango, i den centrala delen av landet, 900 km nordväst om huvudstaden Mexico City. San Javier ligger 604 meter över havet och antalet invånare är 109.
Terrängen runt San Javier är bergig västerut, men österut är den kuperad. San Javier ligger nere i en dal. Runt San Javier är det mycket glesbefolkat, med 5 invånare per kvadratkilometer. Närmaste större samhälle är La Presa, 18,8 km sydväst om San Javier. I omgivningarna runt San Javier växer huvudsakligen savannskog.